# Cetraria delisei
Cetraria delisei (sinònim Cetrariella delisei) és una espècie liquenitzada (que formen líquens) de fong ascomicot de l'ordre dels lecanorals (Lecanorales), família Parmeliaceae que es troba a les illes Svalbard de Noruega, Groenlàndia, i altres regions àrtiques. És molt semblant al liquen d'iIslàndia (Cetraria islandica) i és difícil de distingir. Com alguns altres líquens conté caroteonoides.
Els rens de la zona se'l mengen, però prefereixen altres espècies de líquens del mateix gènere com el liquen d'Islàndia.